# Lipotriches miranda
Lipotriches miranda là một loài Hymenoptera trong họ Halictidae. Loài này được Rayment mô tả khoa học năm 1954.